# Francesco Vendramino
Francesco Vendramino (Veneza, 10 de outubro de 1555 - Veneza, 7 de outubro de 1618) foi um cardeal do século XVII

## Biografia
Nasceu em Veneza em 10 de outubro de 1555. Segundo dos três filhos de Marco Vendramino e Maria Contarini. Os outros irmãos eram Luca e uma menina cujo nome não se sabe e que se casou com Pietro Loredan. Seu sobrenome também está listado como Vendramin; como Vendramini; e como Vendraminus.
Foi escolhido pelo Senado para acompanhar o duque de Guise durante a visita deste à República de Veneza em 1583. Embaixador veneziano em Sabóia, de 1585 a 1589. Embaixador veneziano na Espanha, de 1592 a 1595. Embaixador veneziano na Áustria, em 1597. Embaixador extraordinário de Veneza na França, em 1598, e mais tarde, embaixador ordinário até 1600. Embaixador de Veneza na Santa Sé, 1600-1604. Membro dos reformadores do Studio di Padova em 1604. Embaixador veneziano extraordinário em 1605 para felicitar o novo Papa Paulo V pela sua eleição. Leigo quando apresentou ao Senado veneziano sua candidatura ao patriarcado de Veneza, foi eleito em 26 de julho de 1605, com 132 votos a favor e 73 contra. A eleição só foi confirmada pelo papa três anos depois devido a divergências entre a Santa Sé e Veneza sobre o exame do candidato pela Cúria Romana e um subsequente interdito papal, devido à vaga forçada da sé, em maio de 1606, que durou até 21 de abril de 1607..
Em ou antes de 1º de março de 1608, Berlinghiero Gessi, bispo de Rimini e núncio em Veneza, conferiu-lhe todas as ordens menores, o diaconado e o sacerdócio. O patriarca eleito pouco depois foi a Roma para a consagração e passou por Loreto onde celebrou a sua primeira missa..
Eleito patriarca de Veneza pelo papa, com dispensa por ainda não ter recebido o diploma, 12 de maio de 1608. Consagrada em 26 de maio de 1608, capela particular do Papa, no Vaticano, Roma, pelo Papa Paulo V, auxiliado por Fabio Biondi, patriarca titular de Jerusalém, e por Metello Bichi, ex-bispo de Sovana. Ele recebeu o pálio em 28 de maio de 1608..
Criado cardeal sacerdote no consistório de 2 de dezembro de 1615; recebeu o chapéu vermelho em 12 de novembro de 1616; e o título de S. Giovanni a Porta Latina em 28 de novembro de 1616. Consagrou a igreja das freiras beneditinas ou paróquia de S. Zaccaria, em 18 de janeiro de 1617. Restaurou o palácio patriarcal; e era conhecido por sua liberalidade para com os pobres, bem como por sua devoção à Bem-Aventurada Virgem Maria..
Morreu em Veneza em 7 de outubro de 1618. Sepultado na capela Vendramin de S. Maria del Carmine , que mandou construir, na antiga catedral patriarcal de Veneza. Não havia inscrição no seu túmulo, mas apenas um epigrama numa parede lateral da capela. Seu tio-avô, Doge Andrea Vendramino, construiu um mausoléu na igreja de S. Maria de' Servi (agora demolida) em homenagem ao falecido cardeal..